# Henry Burghersh

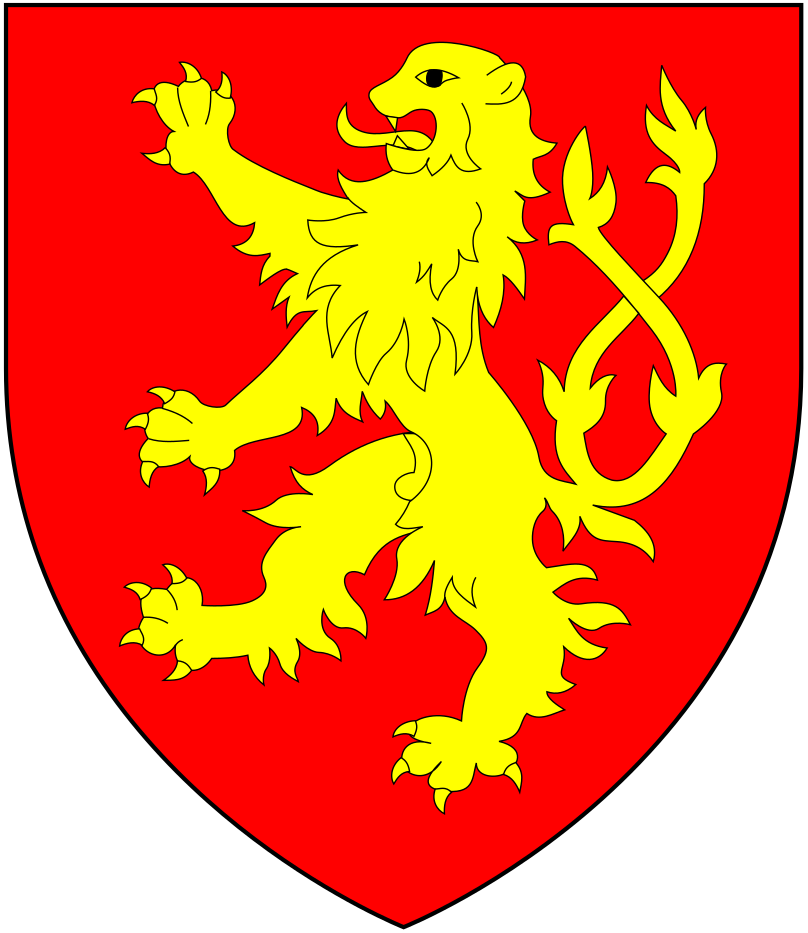
Wappen der Burghersh

Henry Burghersh (* 1292; † 4. Dezember 1340) war ein englischer Bischof und Kanzler und übernahm in seinen späten Jahren wichtige diplomatische Aufgaben für den englischen König Edward III.

## Leben
Henry Burghersh war ein jüngerer Sohn von Robert de Burghersh, 1. Baron Burghersh († 1306) und ein Neffe von Bartholomew de Badlesmere, 1. Baron Badlesmere. Seine Ausbildung erhielt er in Frankreich.
Am 27. Mai 1320 wurde er aufgrund des Einflusses seines Onkels von Papst Johannes XXII. zum Bischof von Lincoln ernannt, ungeachtet der Tatsache, dass das dortige Kapitel bereits einen anderen Nachfolger für den vakanten Bischofsstuhl ernannt hatte. Seine Bischofsweihe erhielt er am 20. Juli 1320. Nach der Hinrichtung von Badlesmere im Jahre 1322 wurde Burghershs Grundbesitz vom englischen König Edward II. eingezogen und der Papst aufgefordert, ihn seines Amtes zu entheben. Im Frühjahre 1326 wurden seine Besitzungen aber wiederhergestellt, was Burghersh allerdings nicht davon abhielt, in der Folgezeit Isabella von Frankreich, die Ehefrau Edwards, in ihren letztlich erfolgreichen Bemühungen zur Absetzung ihres Mannes öffentlich zu unterstützen.
Er diente Isabella und ihrem Geliebten Roger Mortimer, die faktisch die Regierungsgeschäfte für den noch minderjährigen König ausübten von 1327 bis 1328 als Lord Treasurer und dann bis 1330 als Kanzler. Seine Kandidatur für den Sitz des Erzbischofs in Canterbury schlug allerdings fehl und 1330, nach der Entmachtung Isabellas wurde er zunächst aller Ämter enthoben und eingekerkert. Er konnte aber bald seine Freilassung erreichen und diente Edward III. von 1334 bis 1337 erneut als Lord Treasurer. In dieser Zeit erlangte er das Vertrauen des jungen Königs und gehörte angesichts der wachsenden Spannungen zwischen Frankreich und England zu den Befürwortern eines konfrontativen Kurses gegenüber der französischen Krone. Ab 1337 wurde er von Edward III. mehrfach mit äußerst wichtigen diplomatischen Missionen nach Flandern betraut. So wirkte er unter anderem an der Entstehung der anglo-flämischen Allianz zu Beginn des Hundertjährigen Krieges mit und begleitete 1340 den Feldzug Edwards nach Tournai. Er verstarb noch im gleichen Jahr in Gent.